# Пономарьов Дем'ян Іванович
Дем'я́н Іва́нович Пономарьо́в (1887–1924) — начальник Центроштаба Донбасу, народився в Дружківці, робітник-революціонер, організатор Червоної гвардії і встановлення Радянської влади в Бахмутському повіті в 1917 році.

## Життєпис
Народився в 1887 році в місті Дружківка Катеринославської губернії.
Працював у Дружківці металургом, з початком Першої світової війни був призваний матросом на Балтійський флот.
1 травня 1917 під час святкувань на мітингу виступали перші більшовики Дружківки – Пономарьов та сестри Єсави. Їх недостатньо вітали, а меншовики кричали «геть».
У липні 1917 року повернувся додому де заснував організацію більшовиків першу в місті.
За твердженням Агаркова Д. І. Пономарьову на перших порах доводилося проводити свою роботу нелегально, в обстановці неймовірних провокацій, під загрозою в будь-який момент бути
заарештованим. Під керівництвом Пономарьова більшовицька організація, як щось єдине і закінчене ціле, утворилася лише напередодні Жовтневого перевороту.
Під впливом Понамарьова частина Дружківської організації есерів-інтернаціоналістів група Радченко восени зайняли пробільшовицькі позиції. Після Жовтневого перевороту Пономарьов вів активну політ роботу в Костянтинівці, де викривав перед костянтинівськими робочими політику меншовиків та есерів.
4 грудня 1917 на Вседонецькому з'їзді ревкомів Дем'яна Пономарьова призначили начальником Центроштабу Донецького басейну.
У березні 1919 року Пономарьов був членом президії на Першому губернському з'їзді рад Донецької губернії, головою був Артем Сергєєв.
У 1924 році працював у Дружківці членом виконкому.